# Барсуан
Барсуа́н (рос. Барсуан, башк. Бәрҫеүән) — присілок у складі Благоварського району Башкортостану, Росія. Входить до складу Ямакаївської сільської ради.
Населення — 146 осіб (2010; 135 в 2002).
Національний склад:
- башкири — 70 %
- татари — 29 %